# Ужим
Ужим — река в России, протекает в Кильмезском районе Кировской области. Устье реки находится в 5,4 км по правому берегу реки Зеквай. Длина реки составляет 26 км, площадь водосборного бассейна 125 км².
Исток реки у деревни Бураши (центра Бурашевского сельского поселения). Река течёт на северо-восток, протекает деревни Малыши, Жирново, Яшкино. Впадает в Зеквай ниже деревни Зимник.

## Данные водного реестра
По данным государственного водного реестра России относится к Камскому бассейновому округу, водохозяйственный участок реки — Вятка от водомерного поста посёлка городского типа Аркуль до города Вятские Поляны, речной подбассейн реки — Вятка. Речной бассейн реки — Кама.
По данным геоинформационной системы водохозяйственного районирования территории РФ, подготовленной Федеральным агентством водных ресурсов:
- Код водного объекта в государственном водном реестре — 10010300512111100039672
- Код по гидрологической изученности (ГИ) — 111103967
- Код бассейна — 10.01.03.005
- Номер тома по ГИ — 11
- Выпуск по ГИ — 1